# Деменино (Смоленская область)
Деменино — Деревня в Угранском районе Смоленской области России. Входит в состав Великопольевского сельского поселения. 
Население — 19 жителей (2007 год). 
Расположена в юго-восточной части области в 17 км к северо-востоку от Угры, в 1,5 км южнее автодороги Р132 Вязьма — Калуга — Тула — Рязань, на берегу реки Волоста. В 10 км западнее от деревни находится железнодорожная станция Годуновка на линии Торжок-Брянск. 

## История
В годы Великой Отечественной войны деревня была оккупирована гитлеровскими войсками в октябре 1941 года, освобождена в марте 1943 года.